# Gustav Werther
August Friedrich Gustav Werther (* 1. August 1815 in Roßla; † 29. Juni 1869 in Königsberg i. Pr.) war ein deutscher Chemiker und Hochschullehrer in Königsberg.

## Leben
Nach der Promotion (1843) in Berlin arbeitete Werther als Amanuensis bei Eilhard Mitscherlich in Berlin. Danach war er als Chemielehrer an der Artillerie- und Ingenieur-Schule in Berlin tätig. 1853 wurde er zum außerordentlichen Professor an der Universität Königsberg ernannt. Seit 1853 gab er Erdmanns Journal für practische Chemie heraus. 1859 wurde Werther zum ordentlichen Professor für Chemie in Königsberg ernannt. 1867/68 war er Prorektor der Universität Königsberg.

## Werke
- De tartratibus nonnullis atque uvariatibus, phil. Diss., Berlin 1843.
- Die unorganische Chemie, Abtheilung 1–2, Berlin 1850/52 (2. umgearb. Aufl. Berlin 1863).